# Gmina Kostajnica
Gmina Kostajnica (serb. Општина Костајница / Opština Kostajnica) – gmina w Bośni i Hercegowinie, w Republice Serbskiej. W 2013 roku liczyła 5645 mieszkańców.